# Рябова Віта Олександрівна
Віта (Вікторія) Олександрівна Рябова — українська художниця, майстриня петриківського розпису, член Національної спілки майстрів народного мистецтва України. Учасниця багатьох фестивалів і виставок, зокрема персональних, діяльність висвітлювалася у ЗМІ.
Стиль художниці самобутньо відрізняється від основної школи петриківського розпису значною мініатюризацією та витонченою деталізацією.

## Життєпис
Народилася в місті Кам'янське (Дніпродзержинськ). Навчалася петриківського розпису у Наталії Панібудьласки, майстрині родом з Петриківки. Після середньої школи закінчила художнє училище в Петриківці з відзнакою за фахом «художник декоративного розпису». Регулярно бере участь у щорічних міських виставках у Кам'янському. У 2000 і 2001 брала участь у спільних виставках молодих художників міста. Роботи художниці регулярно виставлялися на фестивалі «Мамай-фест» з 2007 року, зокрема в 2009 році її твори на тему українського козацтва подорожували по містах України в складі виставки «Мамай-фест 2009». У 2010 році брала участь у виставці-ярмарку декоративно-прикладного мистецтва в музеї української народної архітектури та побуту в с. Пирогове. У 2011 році персональна виставка художниці «Веселковий настрій» відкривалася в Музеї історії Кам'янського. Регулярно бере участь у фестивалі «Петриківський Дивоцвіт» у Петриківці. У 2014 році отримала міську премію за досягнення у розвитку культури, мистецтва у номінації «Образотворче та декоративно-прикладне мистецтво». З 18 липня по 25 серпня 2019 року в Музеї історії Кам'янського була відкрита персональна виставка Віти Рябової «Тендітний світ краси».